# 小御門村
小御門村（こみかどむら）とは、千葉県香取郡にかつて存在した村である。

## 地理
- 現在の成田市の北部、旧下総町の南部に位置する。
- 村域は台地と平地が入り組む谷戸が多い地形になっている。

## 歴史
村名は村内にある小御門神社に由来している。

### 沿革
- 1889年（明治22年）4月1日 - 町村制施行に伴い、名古屋村・七沢村・冬父村・名木村・青山村・倉水村・成井村・高倉村・地蔵原新田が合併し、香取郡小御門村が発足。
- 1955年（昭和30年）2月11日 - 滑河町・高岡村と合併し、下総町が発足。同日小御門村廃止。
- 2006年（平成18年）3月27日 - 下総町が大栄町とともに成田市に編入され、消滅。

変遷表
| 1868年 以前 | 1868年 以前 | 明治22年 4月1日 | 昭和30年 2月11日 | 平成18年 3月27日 | 現在   |
| ----------- | ----------- | --------------- | ---------------- | ---------------- | ------ |
|             | 名古屋村    | 小御門村        | 下総町           | 成田市 に編入    | 成田市 |
|             | 成井村      | 小御門村        | 下総町           | 成田市 に編入    | 成田市 |
|             | 七沢村      | 小御門村        | 下総町           | 成田市 に編入    | 成田市 |
|             | 高倉村      | 小御門村        | 下総町           | 成田市 に編入    | 成田市 |
|             | 倉水村      | 小御門村        | 下総町           | 成田市 に編入    | 成田市 |
|             | 青山村      | 小御門村        | 下総町           | 成田市 に編入    | 成田市 |
|             | 名木村      | 小御門村        | 下総町           | 成田市 に編入    | 成田市 |
|             | 中里村      | 小御門村        | 下総町           | 成田市 に編入    | 成田市 |
|             | 冬父村      | 小御門村        | 下総町           | 成田市 に編入    | 成田市 |
|             | 地蔵原新田  | 小御門村        | 下総町           | 成田市 に編入    | 成田市 |

## 人口
総数 [単位： 人]
| 1891年（明治24年） | 1,875 |